# Victime de ma victoire
Victime de ma Victoire est une chanson tirée du spectacle musical Mozart, l'opéra rock, interprétée par Florent Mothe, qui joue Antonio Salieri. Cette chanson raconte que Salieri est une fois de plus victime du talent de son éternel rival Mozart.
Ce morceau reprend le thème de Papageno-Pagagena à l'acte II no 21 de La Flûte enchantée de Wolfgang Amadeus Mozart.
- Paroles : Vincent Baguian / Dove Attia
- Musique et Arrangements : Nicolas Luciani
- Réalisation : Jean-Pierre Pilot et Olivier Schultheis